# Homaliodendron pygmaeum
Homaliodendron pygmaeum är en bladmossart som beskrevs av Theodor Carl Karl Julius Herzog och Noguchi 1955. Homaliodendron pygmaeum ingår i släktet Homaliodendron och familjen Neckeraceae. Inga underarter finns listade i Catalogue of Life.